# Teatr Państwowy Koszyce
Teatr Państwowy Koszyce (słow. Národné divadlo Košice) – zlokalizowany w Koszycach teatr, w którym wystawiane są przedstawienia scen baletowej, dramatycznej i operowej.
Teatr posiada dwie sceny. Główna mieści się w zabytkowym gmachu z roku 1899 przy ulicy Hlavnej 58, natomiast Malá Scéna funkcjonuje w nieodległym budynku w stylu secesyjnym.
Wnętrze teatru jest bogato dekorowane gipsowymi ornamentami. Scena ma kształt liry, natomiast strop dekorowany jest ze scenami z tragedii Williama Shakespeare’a „Otello”, „Romeo i Julia”, „Król Lear” oraz „Sen nocy letniej”.

## Historia
Koszycki teatr powstał na miejscu dawniejszego średniowiecznego ratusza. Miejski budynek przestał pełnić swoją funkcję w XVI wieku, ale w roku 1756 urządzono w nim kawiarnię, która jako swoista nowość stała się ośrodkiem życia publicznego.
Pierwszy budynek teatru w Koszycach został oddany do użytku w roku 1788, choć całość została ukończona aż dwa lata później. Pierwszym przedstawieniem wystawianym w tymże teatrze była prawdopodobnie opera Wolfganga Amadeusa Mozarta „Uprowadzenie z seraju”, którą pokazano w sali balowej ratusza, jako że scena została otwarta dopiero w roku 1790. W teatrze grano pierwotnie wyłącznie po niemiecku, natomiast po 1816 roku na przemian po niemiecku i węgiersku. Oprócz samego teatru, w gmachu umieszczono także ponownie otwartą kawiarnię. Widownia sceny teatralnej mieściła 500 widzów. Budynek powstał w stylu klasycystycznym według projektu Štefana Brockiego i Jozefa Jána Tallhera. Był to pierwszy stały teatr w historii Koszyc, gdyż wcześniej przedstawienia teatralne wystawiano na uniwersytecie jezuitów a także gdy do miast zawitał teatr wędrowny. W roku 1828 w budynku teatru otwarto kasyno, w którym spotykali się członkowie zamkniętej społeczności, by grać w gry towarzyskie. W roku 1894 budynek został zamknięty ze względów bezpieczeństwa.
Obecny teatr uroczyście otwarto 28 września 1899 roku. Gmach powstał według projektu węgierskiego architekta Adolfa Lánga w eklektycznym, neobarokowym stylu. Nowy teatr został zbudowany na miejscu starego, z roku 1788. Przedstawienia początkowo grano w języku węgierskim.
W roku 1920 powstał Słowacki Teatr Narodowy w Bratysławie, który paradoksalnie swoją działalność rozpoczął w Koszycach, gdzie wystawił spektakl na podstawie „Hany” Martina Rázusa. Bratysławska siedziba była wówczas wydzierżawiona węgierskiemu zespołowi. W kolejnym sezonie Teatr Narodowy regularnie występował na scenie w Koszycach. W roku 1924 założono Wschodniosłowacki Teatr Narodowy, którego zespół na deskach koszyckiego teatru występował w sposób stały. W repertuarze znajdowały się zarówno operetki, jak i dramaty, a niekiedy także opery. W 1929 roku teatr zaprzestał działalności z uwagi na trudności finansowe. Ponowne otwarcie nastąpiło w roku 1937, pod szyldem filii bratysławskiego Teatru Narodowego. Kiedy w roku 1938 Koszyce na mocy pierwszego arbitrażu wiedeńskiego przypadły Węgrom, w teatrze zmieniono repertuar na węgerskojęzyczny. W czasie II wojny światowej w Koszycach gościnnie występowały zespoły z różnych węgierskich miast.
W 1945 roku ponownie powołano Wschodniosłowacki Teatr Narodowy, którego pierwszym dyrektorem został Janko Borodáč. Oprócz spektakli dramatycznych, pojawiać zaczęły się także operowe, operetkowe i baletowe. Pierwszą premierą muzyczną była operetka „Polenblut” Oskara Nedbala, pierwszą operą była natomiast „La Traviata” Giuseppe Verdiego. W sezonie 1947–1948 rozpoczęto wystawianie pełnowymiarowego baletu.
Od sezonu 1946–1947 teatr nosił nazwę Teatr Narodowy w Koszycach, a w roku 1955 został przemianowany na Teatr Państwowy. W latach 90. gmach przeszedł gruntowną renowację, która jednak prowadzona była w taki sposób, by nie zniszczyć pierwotnego charaktru budynku. 1 stycznia 1996 roku, za drugiego rządu Vladimíra Mečiara, połączono teatr koszycki z teatrem preszowskim. Tym sposobem powstał Teatr Janka Borodáča, który był współczesnym odpowiednikiem Teatru Wschodniosłowackiego. Jednak już 1 lipca 1998 roku obie placówki ponownie rozdzielono, a teatr w Koszycach powrócił do starej nazwy Teatru Państwowego Koszyce.

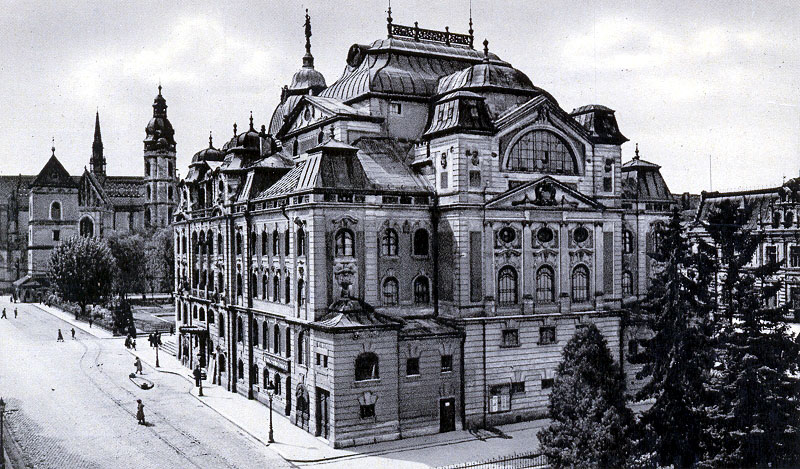
Gmach teatru w 1900 roku
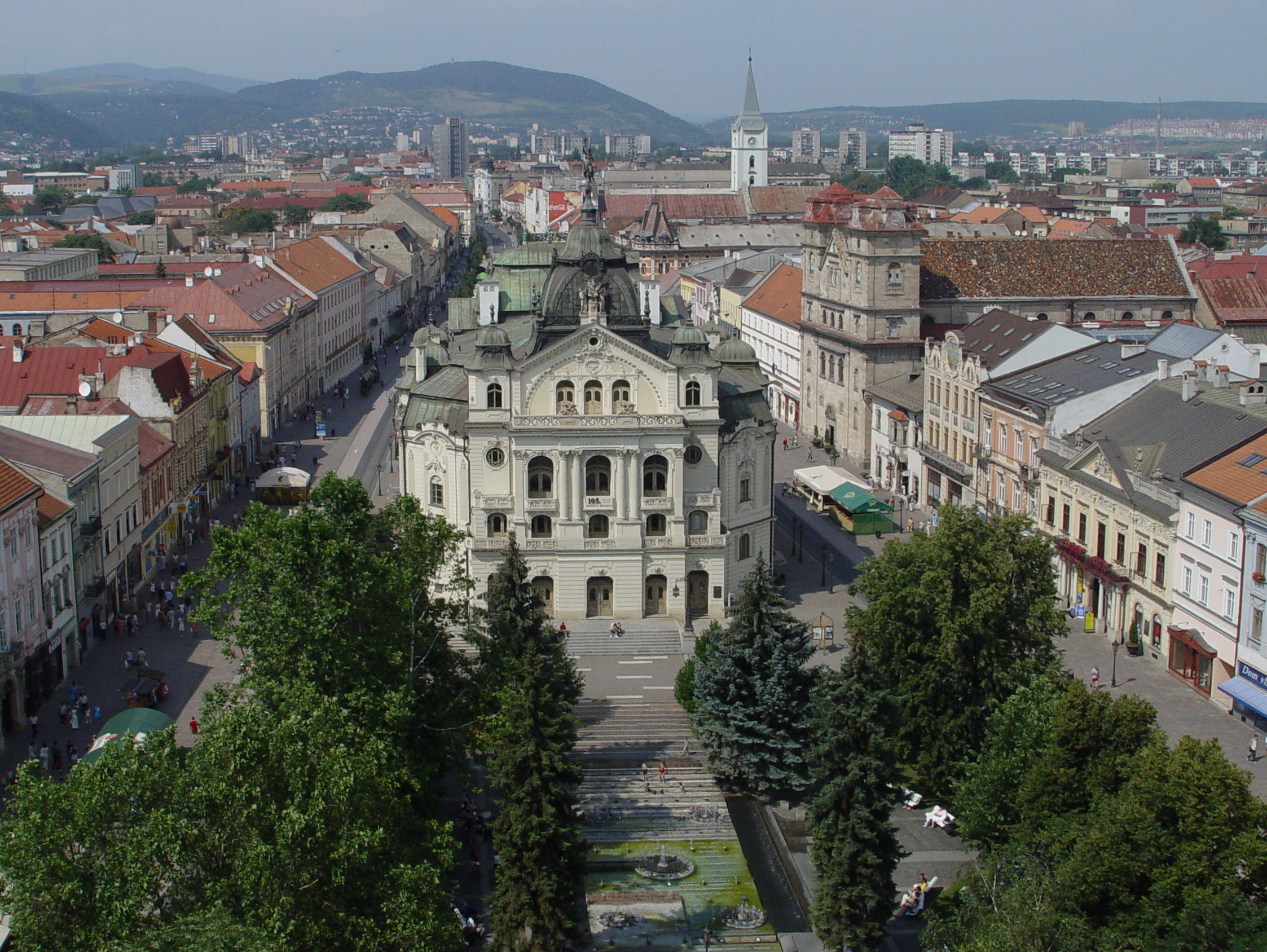
Teatr oraz ulica Hlavná. Widok z wieży katedry św. Elżbiety
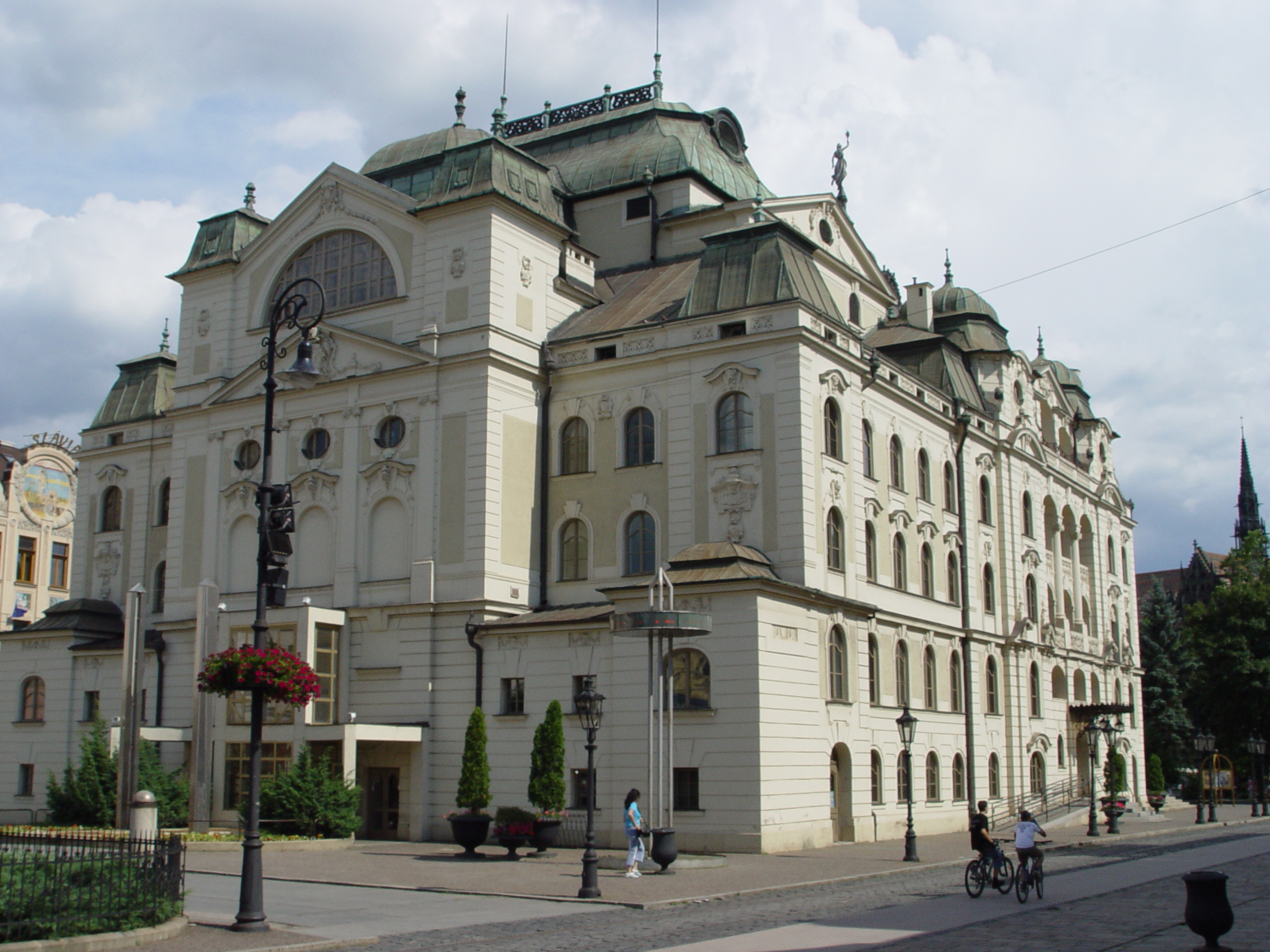
Widok z ulicy Hlavnej
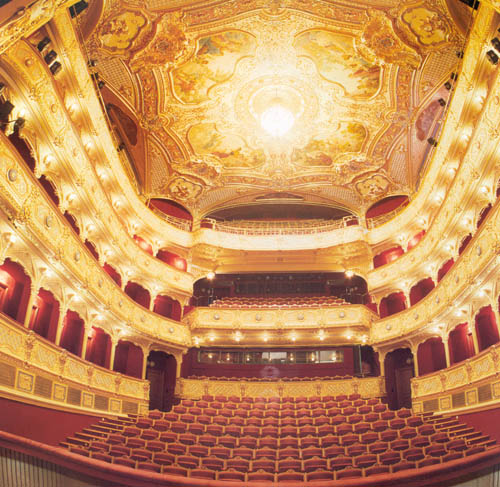
Widownia sceny głównej